# Puducherry (miasto)
Puducherry (do września 2006 Pondicherry; hindi पांडिचेरी, trb.: Puduććeri, trl.: Puducceri; tamilski பாண்டிச்சேரி, trl.: Putuccēri; ang. Puducherry; fr. Pondichéry) – miasto w południowych Indiach, ośrodek administracyjny terytorium związkowego Puducherry, nad Zatoką Bengalską, na Wybrzeżu Koromandelskim, 170 km na południe od Ćennaj. Była kolonia francuska, częścią Indii Francuskich. Około 230 tys. mieszkańców.